# Láncz Lajos
Láncz Lajos (Szigetvár (Somogy vármegye), 1819. augusztus 7. – Pécs, 1880. július) bölcseleti doktor, római katolikus plébános.

## Élete
Láncz Mátyás (másképp Lonz) és Ránolder Anna fia. A gimnáziumot szülővárosában végezte s mint növendékpap a szemináriumban hallgatta a bölcseletet, melyből doktori oklevelet is nyert. Pesten a központi papnevelőben 1841-ben végezte a teológiát. A Niczky-családnál vállalt nevelői állást Nicken (Vasm.). 1842. augusztus 16-án Szigetvárt pappá szentelték; káplán volt Pécsváradon, Sombereken, Olaszban és Vörösmarton. 1842 elején Hercegszőllősre rendelték adminisztrátornak, hol 1851-ben plébános lett. Itteni kellemetlenségei miatt 1866-ban Nagyvejkére helyezték át. Betegeskedése miatt 1873-ban megvált hivatalától és Pécsre vonult nyugalomba, hol 1880 körül meghalt.

## Munkája
- Amplissimis honoribus ill. ac rev. dni Joannis B. Scitovszky de Nagy-Kér episcopi Quinque-Ecclesiarum ... dum in novam sedem solenniter induceretur. In profundissimae venerationis monumentum summa cum devotione alumni a dioeceseos Quinque-Ecclesiensis in regio generali seminario Pestano. Pestini, 1839 (költemény)